# Iglesia de Nuestra Señora de las Angustias (Valladolid)
La iglesia penitencial de Nuestra Señora de las Angustias es una iglesia vallisoletana situada en el centro de la ciudad frente al Teatro Calderón y cerca de la Iglesia de Santa María La Antigua. La iglesia es propiedad y sede de la Ilustre Cofradía Penitencial de Nuestra Señora de las Angustias una de las cofradías más antiguas de la Semana Santa de Valladolid.

## Historia y proyecto

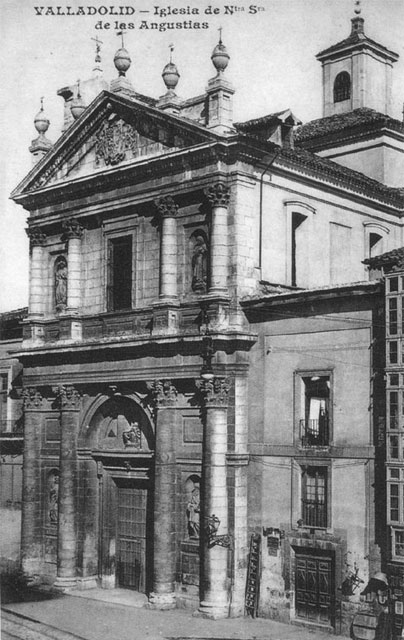
Postal de la iglesia, principios.

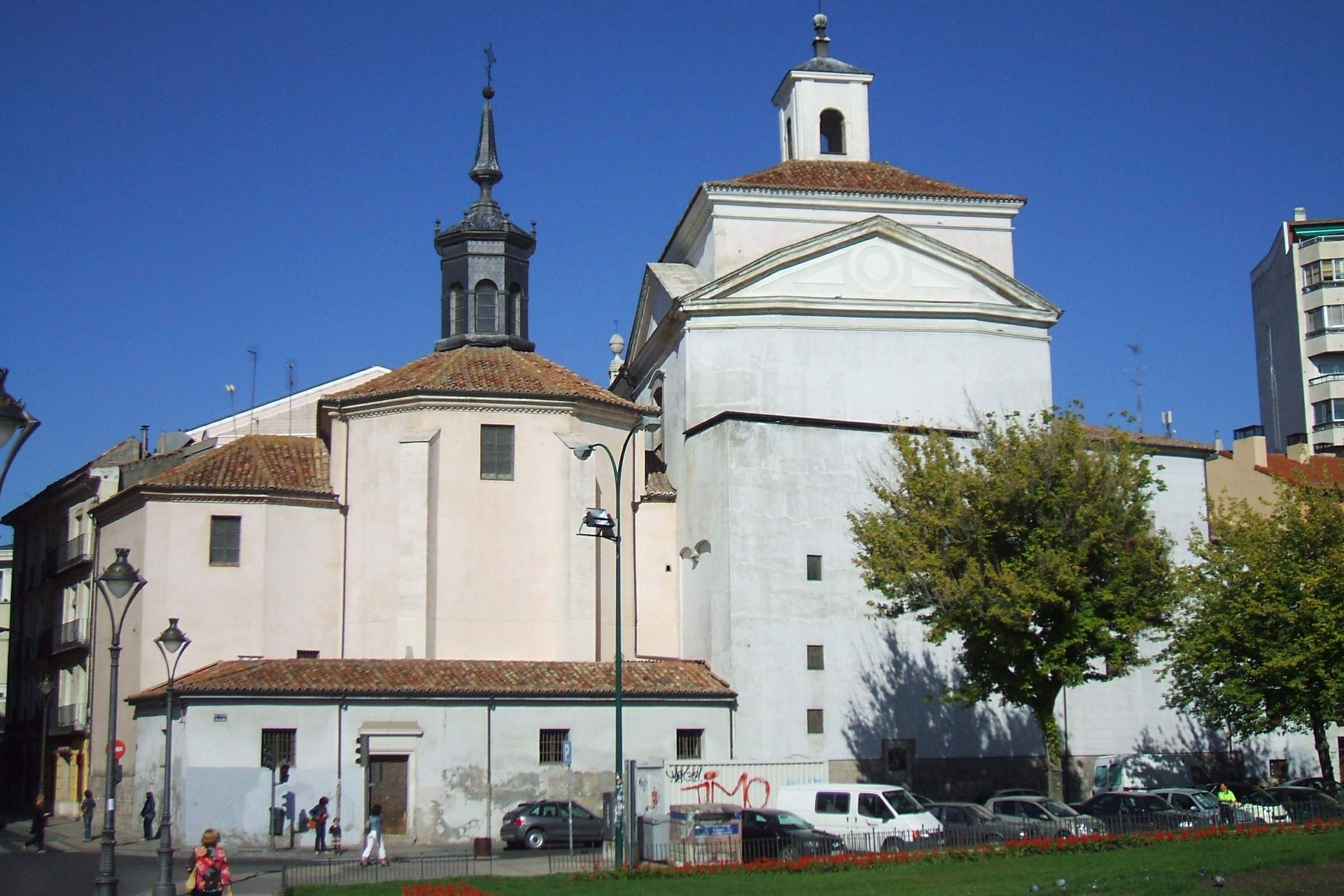
Vista trasera de la iglesia.

La historia de esta iglesia está ligada a la de su cofradía, fundada con anterioridad a 1536, que se situó inicialmente en la calle Torrecilla, llamada en el siglo XVI calle de las Angustias Viejas, debido a que en los primeros años de aquel siglo era donde estaba situado el primitivo oratorio de esta cofradía. A finales del siglo XVI la cofradía se traslada a la iglesia actual, frente al palacio del Almirante, sobre el que se levantó en el siglo XIX el Teatro Calderón.
La mayoría de sus cofrades eran ricos mercaderes, que solían realizar grandes donaciones. Martín Sánchez de Aranzamendi y su esposa Luisa de Rivera donan la cifra de 60 000 ducados para la construcción de la nueva iglesia, en la que pide ser enterrado en una sepultura sencilla.
El arquitecto Juan de Nates proyecta una fachada inspirada en la Catedral y en modelos italianos, existiendo en las trazas ecos de Bramante. Consta de dos cuerpos, el inferior en forma de arco del triunfo, flaquneado por dos pares de columnas corintias y el superior, rematado por frontón, donde se abre una ventana adintelada flanqueada por otros dos pares de columnas, esta vez compuestas, siguiendo la ordenación ascensional de los órdenes que ya da Vitruvio. Nates, como arquitecto de esta obra, se valió de los artífices más destacados de aquella ciudad que entonces era Corte: Gaspar de Vallejo, Martín de Uriarte, Juan de la Celaya, Juan de Rozadilla, Hernando de Munar, Juan de la Muela y Juan del Valle. 
En 1604 se concluye su construcción, con la contratación de las esculturas de la fachada que son obra del escultor e imaginero Francisco de Rincón, para ser concluidas en septiembre de 1606. La entrada a esta sala, situada en un lateral, consta de cuerpo bajo, en forma también de arco de triunfo, con la gran puerta para los pasos, y uno alto, en el que está el balcón, para uso de los cofrades.
Se convirtió en el modelo de iglesia penitencial dentro del contexto del clasicismo vallisoletano que estudió Agustín Bustamante García.

## Interior

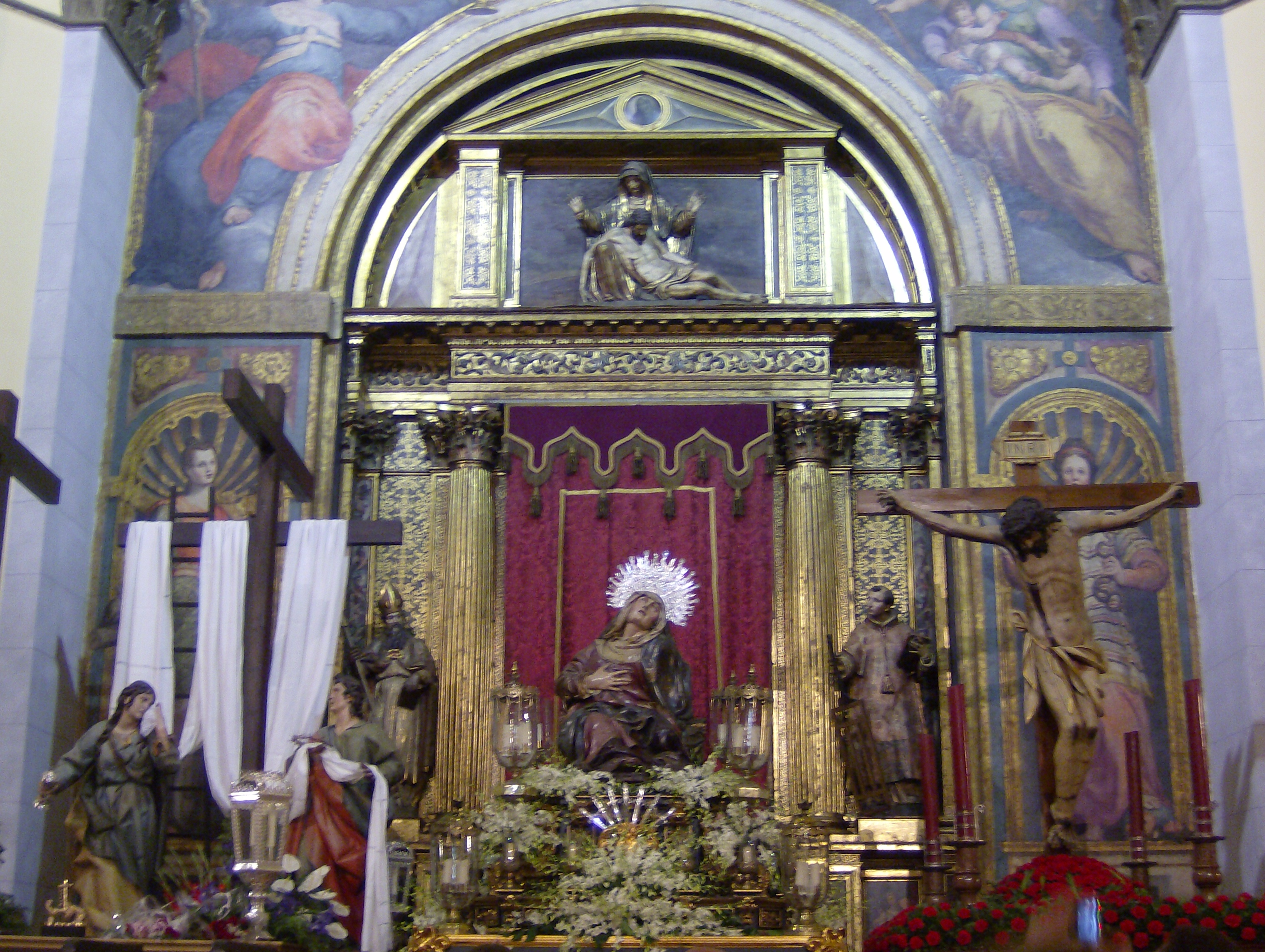
Interior de la iglesia durante Semana Santa.

El interior se organiza en una nave de dos tramos, con bóveda de arista, con capillas laterales entre los contrafuertes y crucero con cúpula de media naranja y linterna. Podemos encontrar en el retablo mayor del presbiterio el Misterio de la Anunciación, obra de Francisco de Rincón, la parte escultórica, mientras que el ensamblaje es de Cristóbal Velázquez basado en modelos de Juan de Nates. El retablo combina, en su programa iconográfico, la escultura con las pinturas recientemente descubiertas de la Fe y la Caridad, además de la Fortaleza y la Prudencia. Una de las capillas laterales es de mayor tamaño que el resto. Esta capilla, construida a principios del siglo XVIII, muestra un interesante espacio ochavado cubierto con cúpula y linterna, al que se abre otro espacio que sirve de camarín, donde se encuentra la imagen titular, Nuestra Señora de las Angustias, en madera policromada, obra del escultor Juan de Juni, de excepcional calidad y una de las obras más conocidas de su autor. De esta capilla fueron encargados para su construcción el maestro de cantería Francisco Pérez y el escultor Gregorio Díez de Mata, así como el pintor Manuel Peti y el dorador Santiago Montes.
El conjunto cuenta con su sacristía, sala de pasos, salón de cabildos, con la dimensión procesional y corporativa de la propia cofradía. Las tallas centrales de los pasos jalonan los distintos retablos laterales del templo, entre los que se encuentra el Cristo de los Carboneros -también llamado de la Luz antiguamente-, atribuido a Francisco de Rincón; el Cristo Yacente; así como San Juan y la Magdalena, obra de Gregorio Fernández, procedentes del antiguo paso del Descendimiento, cuyas tallas centrales se conservan en la colección del Museo Nacional de Escultura.